# Soizy-aux-Bois
Soizy-aux-Bois è un comune francese di 153 abitanti situato nel dipartimento della Marna nella regione del Grand Est.

## Società

### Evoluzione demografica
Abitanti censiti